# Рука (новела)
«Рука́» (фр. La Main) — новела французького письменника Гі де Мопассана, видана в 1883 році. Сюжет твору розповідає про таємниче убивство англійця в Аяччо. На відміну від інших новел письменника, цю автор виклав у містичному дусі з елементами детективу.

## Історія
Гі де Мопассан написав цю новелу на основі вражень від подорожі Корсикою. Вперше твір був опублікований у газеті «Le Gaulois» 23 грудня 1883 року. У 1885 році «Рука» увійшла до збірки «Казки дня і ночі». Український переклад твору здійснили брати Левко і Мирон Федоришини. В їхньому перекладі новела побачила світ у видавництві «Дніпро» двічі: у восьмитомному зібранні творів Гі де Мопассана (1969—1972) і двотомному виданні вибраних творів письменника (1990).

## Сюжет
У світському товаристві судовий слідчий Бермютьє розповідає про таємничий випадок, який трапився в його практиці під час служби в корсиканському місті Аяччо. На острів приїхав багатий незнайомець, в якому за вимовою визнали англійця. За службовим обов'язком пан Бермютьє побував з візитом у сера Джона Ровелла. У вітальні увагу слідчого привернула відрубана рука, прикута ланцюгом до стенда. Англієць пояснив, що це один з його мисливських трофеїв, адже йому доводилось полювати не тільки на диких звірів, але і на людей. Втім, у подробиці вдаватися не став. За кілька місяців Джона Ровелла знаходять задушеним. Рука щезла, служник нічого не бачив і не чув, але засвідчив, що перед тим сер Джон отримував багато неприємних листів. Обставини смерті тхнуть містикою, проте слідчий Бермютьє припускає, що англійця вбив власник руки, який спромігся помститися за свою втрату.